# كلديرا

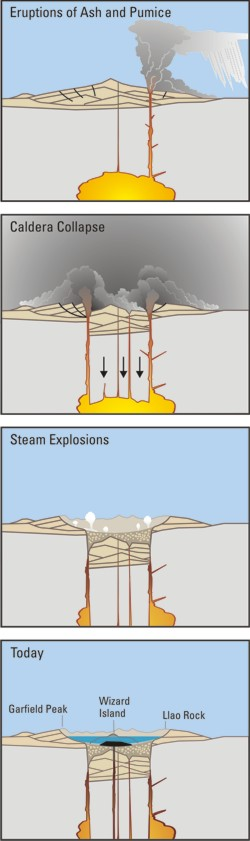
مثال على تشكيل الكلديرا، وتظهر الصور الجدول الزمني لاندلاع جبل مازاما

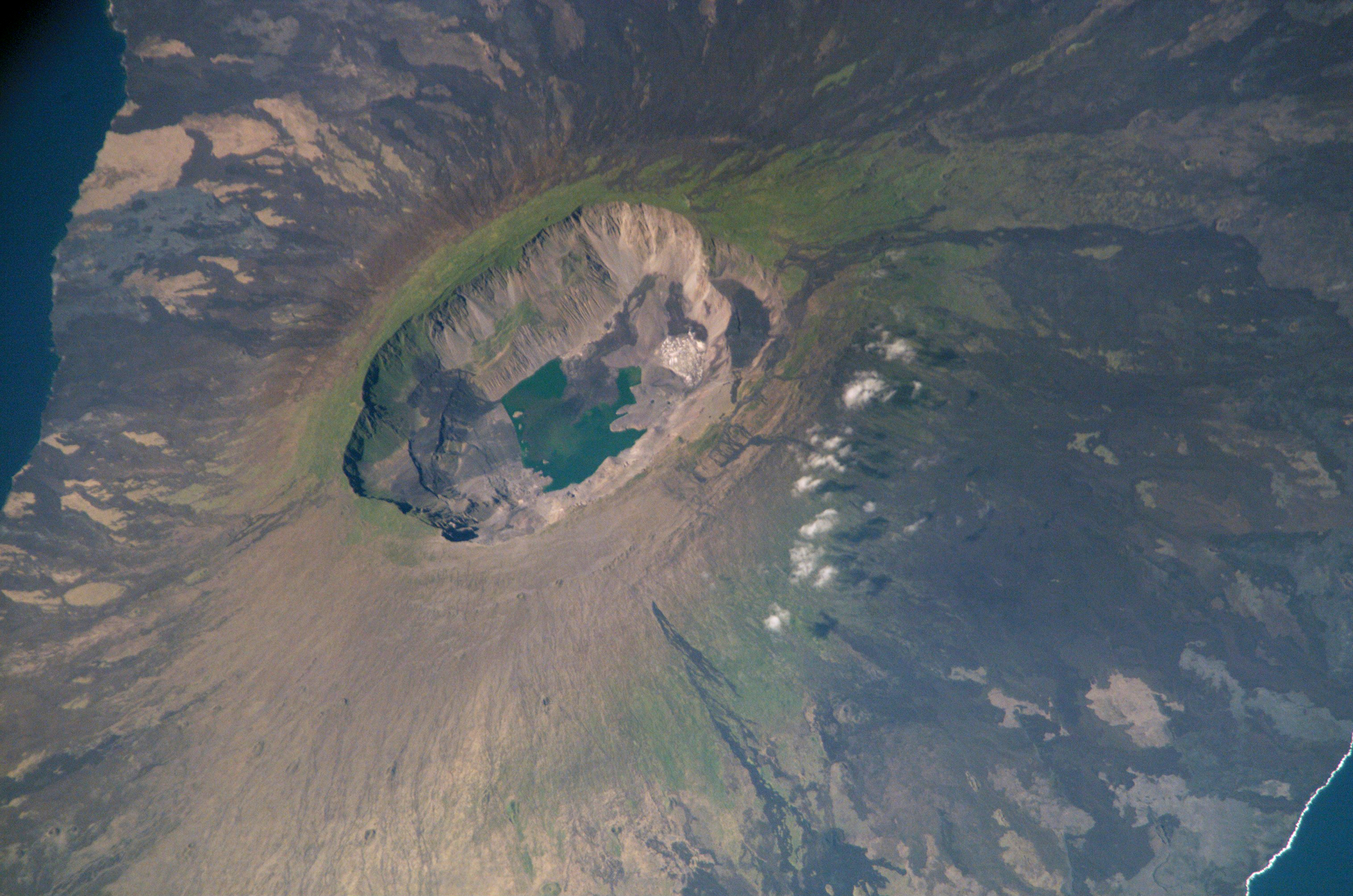
صورة بالأقمار الصناعية من كلديرا قمة جزيرة فيرناندينا في أرخبيل غالاباغوس

الكلديرا أو الكلديرة أو الكلدرة أو الكلدر أو الجُفرة أو الفوهة البركانية المخفسة أو البحيرات البركانية (بالإنجليزية: Caldera) هي إحدى الظواهر الأرضية المصاحبة للبراكين، وأصل التسمية يعود إلى كلمة إسبانية معناها الدست أو الوعاء الكبير، وهي تستخدم للتعبير عن الفوهات البركانية الضخمة التي تبدو في شكل أحواض واسعة في قمم البراكين، واتخذ هذا الاسم من حفرة الكلديرا الواقعة في جزر الكناري التي يبلغ قطرها في أوسع جهاتها نحو (6) كم، ويُراوح عمقها بين 900 و1650 كم، ويبدو الجبل الذي تشغل قمته تلك الحفرة من بعيد في شكل مخروط مقطع الجوانب.
وتشغل أحواض الكلديرا العديد من أفواه البراكين في العالم، وقد تكون بعضها نتيجة انفجارات بركانية عملاقة استطاعت تدمير قمم المخروطات البركانية القديمة .(جودة، 1998) . ويعتقد أن بعض الكلديرا تتكون عندما تنهار قمة البركان في حجرة الصهير المفرغة بشكل جزئي بالأسفل، وعلى سبيل المثال فإن بحيرة كريتر في اوريكون التي تحتل منخفض عرضه بحــدود (8 – 10) كم، وبحدود (1300) متر عمقا، قد بدا في التكوين قبل نحو 7000 سنة عندما أنتج البركان الذي سمي بعد ذلك جبل مازما، انفجار رماد عنيف يشبه كثيرا ما أنتجه بركان فيزوف الذي قذف ما يقدر بحدود من (50 – 70) كم مكعب من المادة البركانية، وانهيار 1500 متر من 3600 متر كانت بارزة من المخروط، وبعد الانهيار فإن مياه الأمطار ملأت الكلديرا، أما النشاط الذي تلي ذلك فانه ساعد على بناء مخروط نفاية صغير يدعى جزيرة ويزارد.
تصبح غرفة الصهارة (الحجرات الصهارية) فارغة كليا أو جزئيا، بعد الثورة العنيفة التي تندفع فيها أحجام كبيرة من الصهارة من غرفة الصهارة المتواجدة على بعد عدة كيلومترات قليلة تحت مخرج البركان، ثم يهبط ببطء سقف غرفة الصهارة غير المدعم تحت تأثير وزنها وينهار من خلال حلقة من الكسور الرأسية شديدة الانحدار، تاركا منخفضا كبيرا على شكل حوض، أكبر بكثير من فوهة البركان، يسمي كلديرا.

## تكوين الكلديرا
تتميز الكلديرات بمعالمها المميزة، حيث يتراوح قطرها بين بضعة كيلومترات و50 كم أو أكثر. ويعتقد بعض الجيولوجيين أن الكلديرا تتكون بسبب انفجار هائل في البركان ينسف قمته، بينما أظهرت البحوث ورسم الخرائط الجيولوجية لأنماط التصدع حول الكلديرات أن الكلديرا تحدث نتيجة انهيار سقف غرفة الصهارة، وقد تتراكم مياه في الكلديرا لتكون بحيرة.

## انفجارات الماء البركاني (انفجار فرياتي)
عندما تقابل صهارة ساخنة غنية بالغاز ماء جوفيا أو ماء بحر، تنشأ كميات ضخمة من بخار الماء الشديد السخونة تصحبها الطين والمواد الأخرى، دون توهج. ومن هذا النموذج ثوران بركان كراكاتوا في إندونيسيا عام 1883م، وهو أحد أكثر الثورانات البركانية تدميرًا في التاريخ المسجل.

## قائمة الكلديرات البركانية
- آسيا
  - بحيرة أشي (اليابان)
  - بحيرة توبا (إندونيسيا)
  - تازاوا (اليابان)
  - جبل بيناتوبو (الفلبين)
  - جبل تامبورا (إندونيسيا)
  - كراكاتوا (إندونيسيا)
- أفريقيا
- الأمريكتين
  - بحيرة كريتر (الولايات المتحدة)
  - جبل سانت هيلين (الولايات المتحدة)
  - جزيرة فرناندينيا (الإكوادور)
  - كلديرا باكانا (تشيلي)
  - كلديرا لا جاريتا (الولايات المتحدة)
  - كلديرا ميسيما (كندا)
  - كلديرا يلوستون (الولايات المتحدة)
  - لونج فالي كلديرا (الولايات المتحدة)
- أنتاركتيكا
  - جزيرة ديسبشن
- أوروبا
  - بانسكا شتيفنيتسا (سلوفاكيا)
  - بحيرة بولزينا (إيطاليا)
  - تيد (إسبانيا)
  - جريمسفونت (آيسلندا)
  - كاتلا (آيسلندا)
  - كلديرا سانتوريني (اليونان)
  - كامبي فليجري (إيطاليا)
- أوقيانوسيا
  - بحيرة تابو (نيوزيلاندا)
  - بركان تابو (نيوزيلاندا)
- كوكب الزهرة
  - جبل ماعت
- كوكب المريخ
  - جبل أوليمبوس